# 도리포항
도리포항은 전라남도 무안군 해제면 송석리 도리포 지선에 있는 어항이다. 1972년 3월 7일 지방어항으로 지정하여 관리하고 있다. 시설관리자는 무안군수이다.

## 어항 시설
- 방파제 260m, 물양장 135m, 선양장 20m

## 주요 어종
- 숭어, 낙지, 김

## 사적
- 《무안 해제면 송석리 도리포 앞바다 지역》은 고려청자가 매장되어 있는 곳이다. 이곳 바다의 깊이는 평균 8∼10m이고 바다 밑은 개흙과 모래가 섞인 지형이다. 이 유적은 처음에 민간 잠수부들이 120여 점의 유물을 찾아내면서 알려졌다. 3차례에 걸친 발굴조사에서 고려청자 639점을 건졌다. 1997년 4월 18일 사적  제395호로 지정되었다.[1]

## 갤러리

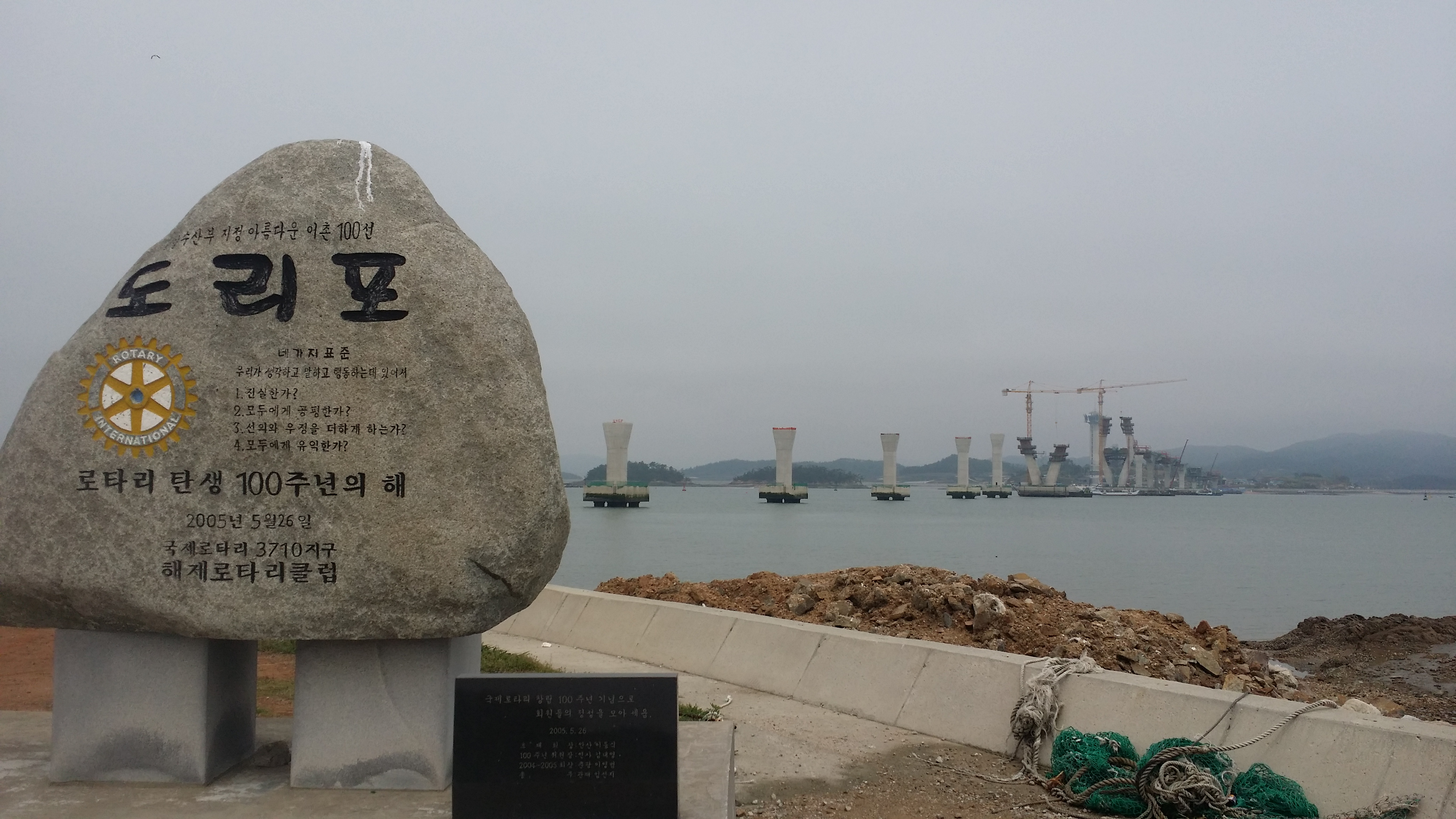
도리포항 전경
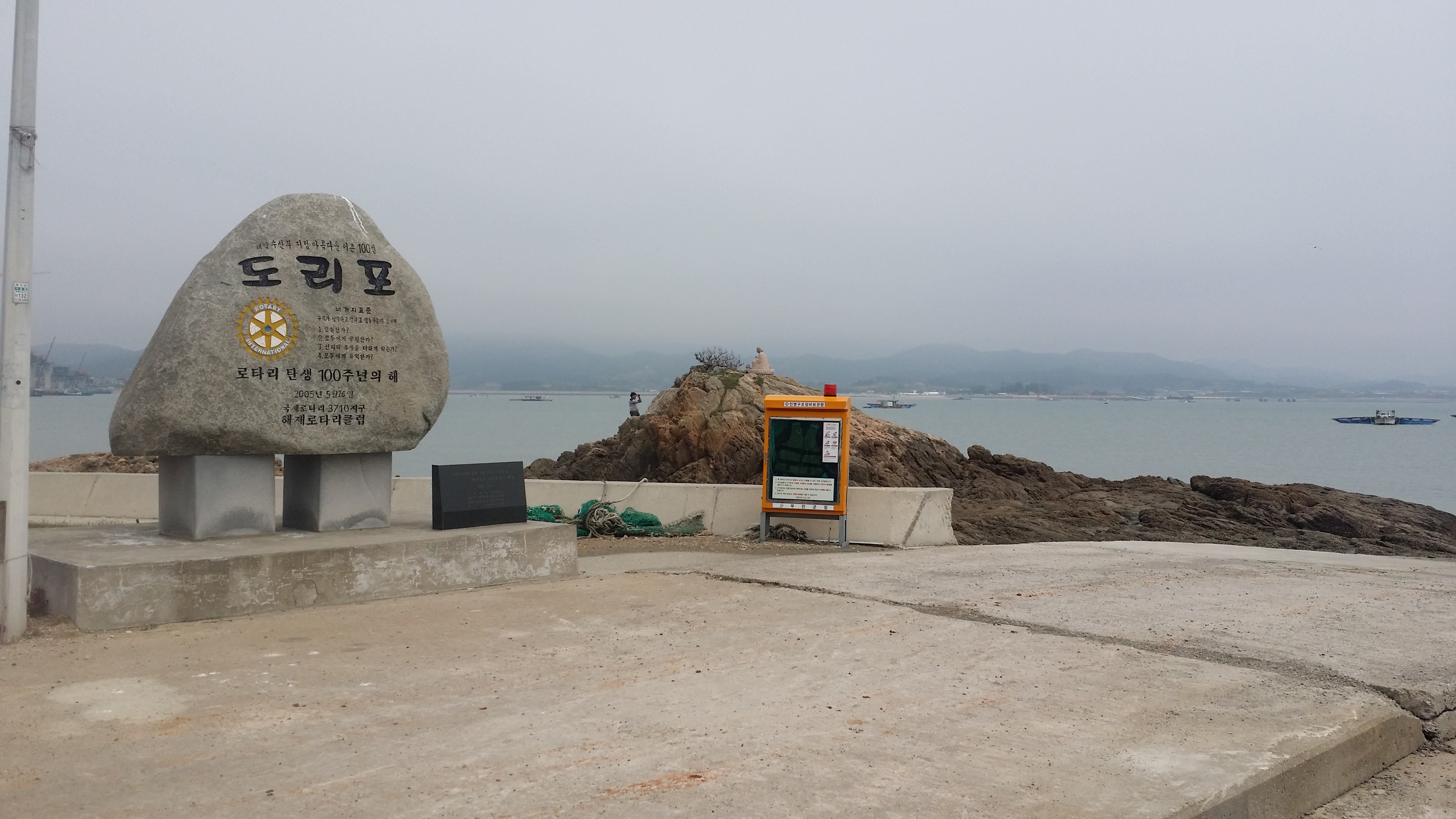
도리포항 전경

## 같이 보기
- 무안 도리포 해저유물 매장해역 - 사적 제395호